# 14583 Lester
14583 Lester è un asteroide della fascia principale. Scoperto nel 1998, presenta un'orbita caratterizzata da un semiasse maggiore pari a 2,5715253 UA e da un'eccentricità di 0,1697530, inclinata di 1,72045° rispetto all'eclittica.